# Шугарлоуф-Со-Мілл (Каліфорнія)
Шугарлоуф-Со-Мілл (англ. Sugarloaf Saw Mill) — переписна місцевість (CDP) в США, в окрузі Туларе штату Каліфорнія. Населення — 14 осіб (2020).

## Географія
Шугарлоуф-Со-Мілл розташований за координатами 35°50′3″ пн. ш. 118°37′0″ зх. д. / 35.83417° пн. ш. 118.61667° зх. д. (35.834299, -118.616541).  За даними Бюро перепису населення США в 2010 році переписна місцевість мала площу 0,25 км², уся площа — суходіл.

## Демографія
Згідно з переписом 2010 року, у переписній місцевості мешкало 18 осіб у 6 домогосподарствах у складі 5 родин. Густота населення становила 71 особа/км².  Було 61 помешкання (242/км²).
Расовий склад населення:
| - 77,8 % — білих - 5,6 % — осіб інших рас |

До двох чи більше рас належало 16,7 %. Частка іспаномовних становила 22,2 % від усіх жителів.
За віковим діапазоном населення розподілялося таким чином: 38,9 % — особи молодші 18 років, 44,4 % — особи у віці 18—64 років, 16,7 % — особи у віці 65 років та старші. Медіана віку мешканця становила 42,5 року. На 100 осіб жіночої статі у переписній місцевості припадало 125,0 чоловіків;  на 100 жінок у віці від 18 років та старших — 83,3 чоловіків також старших 18 років.
Цивільне працевлаштоване населення становило 0 осіб. 